# 固山贝子
固山贝子（穆麟德轉寫：gūsai beise），简称贝子。「固山」即“旗”，「贝子」原为满语“贝勒”的复数，有众王或诸侯之意。清建国后，成为宗室及外藩封爵名。崇德元年（1636）定王公以下九等爵以封宗室，固山贝子为四等爵，位次多罗贝勒而高于奉恩镇国公。

## 曾封固山貝子之宗室
- 太祖努尔哈赤
  - 褚英，太祖第一子。
    - 杜度，褚英第一子。
      - 杜爾祜，杜度第一子。
        - 敦達，杜爾祜第五子。順治十二年，襲貝子。康熙十三年，卒。
        - 準達，杜爾祜第八子。康熙六年，封貝子。康熙二十年，緣事降鎮國公。

      - 穆爾祜，杜度第二子。順治六年，晉貝子。九年，緣事革爵。
      - 特爾祜，杜度第三子。順治六年，晉貝子。十五年，卒。
      - 杜努文，杜度第六子，康熙三十七年，追封貝子。
        - 蘇努，杜努文子。康熙三十七年，晉貝子。六十一年，晉貝勒。

      - 薩弼，杜度第七子。順治六年，晉貝子。十二年，卒。

    - 尼堪，褚英第三子，天聰九年，以功封貝子。順治元年，晉貝勒。

  - 代善，太祖第二子。
    - 岳託，代善第一子，崇德二年，降貝子。三年，以功復封貝勒。
      - 羅洛渾，岳託第一子。
        - 羅科鐸
          - 訥爾福，羅科鐸第六子。康熙二十四年，封貝子。二十六年，襲平郡王。
            - 訥爾蘇
              - 福秀，訥爾蘇第四子。乾隆二十年，卒。照貝子品級殯葬。 
                - 慶恆，福秀子，福彭嗣子。乾隆二十七年，降貝子。四十年，復封平郡王。

      - 喀爾楚渾，岳託第二子。
        - 克齊，喀爾楚渾子。
          - 祿賓，克齊第一子。康熙二十三年，封貝子。雍正四年，緣事革退。

    - 碩託，代善第二子。天聰八年，以功封貝子。崇德四年，緣事降輔國公。尋復封貝子。八年，以罪削爵，黜宗室。
    - 薩哈璘，代善第三子。
      - 勒克德渾，薩哈璘第二子。
      - 杜蘭，薩哈璘第三子。
        - 訥默孫， 輔國公杜蘭第一子。康熙四年，封貝子。十一年，緣事革退。

    - 滿達海，代善第七子。順治二年，晉貝子。六年，襲親王。
      - 常阿岱，滿達海第一子。
        - 星尼，常阿岱第六子。康熙四年，襲貝子。二十七年，緣事革退。

  - 塔拜，太祖第六子。
    - 額克親，塔拜第二子。順治七年，晉貝子，八年，因罪革爵，黜宗室。尋復入宗室。顺治十二年卒。

  - 阿巴泰，太祖第七子。 
    - 尚建，阿巴泰第一子。順治十年，追封貝子。
      - 蘇布圖，尚建第一子。順治三年，以功晉貝子。五年，卒。
      - 強度，尚建第二子。順治六年，封貝子。八年，卒。

    - 博和託，阿巴泰第二子。順治元年，以功晉貝子。八年，卒。
      - 佛克齊庫，博和託第三子。順治六年，封貝子。十四年，卒。
      - 彰泰，博和託第四子。順治八年，晉貝子。康熙二十九年，卒。
        - 屯珠，彰泰第三子。追封貝子品級。

    - 博洛，阿巴泰第三子。崇德元年，封貝子。順治元年，以功晉貝勒。
    - 岳樂，阿巴泰第四子。
      - 蘊端，岳樂第十八子。康熙二十九年二月，降貝子。三十七年四月，緣事革退。

  - 太宗皇太极，太祖第八子。
    - 世祖福临，太宗第九子。
      - 福全，世祖第二子。
        - 保綬，福全第五子。
          - 廣祿，保綬第三子。
            - 亮煥，廣祿第十二子。
              - 恒存，亮煥第二子。
                - 文和，恒存子。
                  - 祥瑞，文和第一子。嘉庆二十一年襲貝子，道光十六年卒。

      - 圣祖玄烨，世祖第三子。
        - 胤禔，聖祖第一子。雍正十二年卒，照貝子例殯葬。
        - 胤礽
          - 弘㬙，胤礽第十子。
            - 永曖，弘㬙第一子。
              - 綿溥，永曖第二子。乾隆五十四年襲貝子，嘉慶六年卒。

        - 胤祉，聖祖第三子。
          - 弘暻，胤祉第七子。雍正八年晉貝子。乾隆四十二年卒。

        - 世宗胤禛，圣祖第四子。
          - 高宗弘历，世宗第四子。
            - 永璜
              - 綿德，永璜第一子。乾隆四十九年晉貝子，五十一年卒。
                - 奕純，綿德子。乾隆五十一年襲貝子，嘉慶二十一年卒。
                  - 載錫，奕純第一子。嘉慶二十一年襲貝子，道光元年卒。

              - 綿恩，永璜第二子。
                - 奕紹，綿恩第二子。嘉慶八年晉貝子，二十四年晉貝勒。

            - 永璋，高宗第三子。
              - 綿懿，永璜子，永璋嗣子。嘉慶十年封貝子，十四年卒。
                - 奕緒，綿懿第一子。嘉慶十四年襲貝子，咸豐八年卒。

            - 永珹
              - 綿惠，永珹第一子。
                - 奕綸，綿懃子，綿惠嗣子。嘉慶元年襲貝子，十四年晉貝勒，道光十五年緣事降貝子，十六年卒。
                  - 載鈖，奕綸第十子。道光十六年襲貝子，咸豐三年卒。
                  - 載華，奕綸第十一子。道光二十二年襲奕綸之貝子，同治緣事革退歸宗。

            - 永琪
              - 綿億，永琪第五子。
                - 奕繪，綿億第一子。
                  - 載鈞，奕繪第一子。道光十八年襲貝子，咸豐七年卒

            - 永璇
              - 綿志，永璇第一子。嘉慶四年封不入八分輔國公，七年晉貝子，十四年晉貝勒。
                - 奕絪，綿志第四子。
                  - 載桓，奕絪子。追封貝子。
                    - 溥頤，載桓子。
                      - 毓崐，溥頤子。光緒二十年襲貝子，二十七年卒。

            - 永瑆，高宗第十一子。
              - 綿懃，永瑆第一子。
                - 奕綬，綿懃第一子。
                  - 載銳，奕綬第一子。
                    - 溥莊，載銳第一子。
                      - 毓橚，溥萊子，溥莊嗣子。同治十一年襲貝子

            - 永璂，高宗第十二子。
              - 綿偲，永瑆第四子，永璂嗣子。嘉慶二十四年晉貝子，道光十八年晉貝勒，二十八年卒。
                - 奕縉，綿偲第一子。道光二十九年襲貝子，咸豐六年卒。

            - 仁宗顒琰
              - 宣宗旻宁
                - 奕緯，宣宗第一子。
                  - 載治，奕紀子，奕緯嗣子。
                    - 溥伦，載治第四子。光緒七年襲貝子，二十年加貝勒銜。

                - 奕譞，宣宗第七子。
                  - 載濤，奕譞第七子，奕詒嗣子。光緒二十三年嗣貝子奕縷後，二十八年襲貝勒，三十四年加郡王銜。

                - 奕譓，宣宗第九子。
                  - 載沛，奕棟第六子。
                    - 溥伒，載瀛子，奕譓嗣孫。光緒二十四年封貝子。

              - 綿愉
                - 奕詢，綿愉第四子。
                  - 載澤，奕棖第七子，奕詢嗣子。光緒二十年晉鎮國公，三十四年加貝子銜。

                - 奕謨，綿愉第六子。同治十一年加貝子銜，光緒十年晉貝子，十五年加貝勒銜，三十一年卒。

            - 永璘，高宗第十七子。
              - 綿愍，永璘第三子。嘉慶二十四年晉貝子，二十五年襲慶郡王。
              - 綿悌，永璘第五子。咸豐二年追封貝子。
                - 奕劻，綿性第一子，綿悌嗣子。咸豐二年封貝子，十年晉貝勒。
                  - 載振，奕劻第一子。光緒二十年封二等鎮國將軍，二十七年加貝子銜。

          - 弘晝，世宗第五子。
            - 永璧，弘晝第二子。
              - 綿循
                - 奕亨，綿循第三子。
                  - 載容，奕亨第四子。道光十二年襲貝子，同治十一年加貝勒銜，光緒七年卒。

          - 弘曕，世宗第六子。
            - 永瑹
              - 綿從，永瑹第一子。
                - 奕湘，綿律第一子，綿從嗣子。同治十一年加貝子銜，光緒七年卒。

            - 永璨
              - 綿㣚，永璨第二子。嘉慶十一年襲貝子，道光十二年卒。

        - 胤祺
          - 弘昇，胤祺第一子。
            - 永澤，弘昇第三子。乾隆五十五年襲貝子，嘉慶十五年卒。

        - 胤祐，聖祖第七子。
          - 弘暻
            - 永鋆，弘暻第八子。
              - 綿清，永鋆第二子。道光元年襲貝子，咸豐元年卒。
                - 奕樑，綿清第四子。咸豐元年襲鎮國公，同治十一年加貝子銜，光緒十三年卒。

        - 胤禟，聖祖第九子。康熙四十八年封貝子，雍正三年以罪革爵。
        - 胤䄉，聖祖第十子。乾隆六年卒，照貝子例殯葬。
        - 胤祹，聖祖第十二子。康熙四十八年封貝子，六十一年晉履郡王，雍正元年緣事降貝子，二年降鎮國公。
        - 胤祥
          - 弘昌，胤祥第一子。雍正元年封貝子，十三年晉貝勒。
          - 弘皎
            - 永福，弘皎第二子。
              - 綿譽，永福第四子。
                - 奕格，綿譽第三子。道光二十四年襲貝子，咸豐八年卒。

        - 胤禵，聖祖第十四子。康熙四十八年封貝子，雍正元年晉郡王，三年緣事降貝子，四年革爵。
          - 弘春，胤禵第一子。雍正六年晉貝子。九年晉貝勒，十一年晉郡王。十二年緣事降貝子，十三年革退。
          - 弘明，胤禵第二子。
            - 永碩，弘明第二子。乾隆三十二年襲貝子，嘉慶十三年卒。

        - 胤禑，聖祖第十五子。
          - 弘慶
            - 永珔，弘慶第一子。
              - 綿岫，永珔第一子。道光元年襲貝子，三十年卒。

        - 胤祿
          - 弘普，胤祿第二子。乾隆元年封貝子，四年緣事革退。

        - 胤禕，聖祖第二十子。雍正四年封貝子，八年晉貝勒。
          - 弘閏，胤禕第二子。乾隆二十年襲貝子，五十六年卒。

        - 胤禧，聖祖第二十一子。雍正八年封貝子，尋晉貝勒，十三年晉慎郡王。
        - 胤祜，聖祖第二十二子。雍正八年封貝子，十二年晉貝勒，乾隆八年卒。
          - 弘曨，胤祜第一子，乾隆九年襲貝子，十九年卒。

        - 胤祁，聖祖第二十三子。雍正十三年晉貝勒，乾隆二十三年緣事降貝子，四十二年又降鎮國公，四十五年晉貝子，四十七年晉貝勒，四十九年加郡王銜，五十年卒。
          - 弘謙，胤祁第五子。乾隆五十年襲貝子，嘉慶十四年加貝勒品級，二十年卒。

        - 胤祕
          - 弘旿，胤祕第二子。乾隆三十九年晉貝子，四十三年緣事革退。
            - 永松，弘旿第五子。道光十七年追封貝子。
              - 綿勳，永松第二子。道光二十六年襲永珠之貝子，光緒十九年卒。

      - 常颖，世祖第五子。
        - 滿都祜，常宁第二子，雍正四年，降貝子，寻降鎮國公。
        - 海善，常宁第三子。
          - 禄穆布，海善子。
            - 斐苏，禄穆布子。
              - 明韶，斐苏第二子。乾隆二十八年襲貝子，五十二年卒。

  - 阿濟格，太祖第十二子。
    - 和度，阿濟格第一子。順治元年，晉貝子。三年，卒。

  - 多鐸，太祖第十五子。
    - 多爾博，多鐸第五子，多爾袞嗣子。
      - 蘇爾發，多爾博第二子。康熙十二年，襲貝子。三十九年，降鎮國公。
- 穆爾哈齊，顯祖第二子。
  - 務達海，穆爾哈齊第四子。顺治五年，晉貝子。十二年，卒。
- 舒爾哈齊，顯祖第三子。
  - 阿敏，舒爾哈齊第二子。
    - 固爾瑪渾，阿敏第三子，顺治六年，晉貝子。康熙二十年，卒。

  - 扎薩克圖
    - 扎克納，扎薩克圖第二子。顺治六年，晉貝子。九年，以罪革爵。

  - 圖倫，舒爾哈齊第四子。
    - 屯齊喀，圖倫第一子。順治元年，封貝子。五年，緣事降鎮國公。六年，復封貝子。十四年，緣事革爵。
    - 屯齊，圖倫第二子。順治元年，晉貝子。六年，晉貝勒。
      - 溫齊，屯齊第一子。順治六年，封貝子。康熙十六年，降輔國公。

  - 塞桑武，舒爾哈齊第五子。
    - 洛托，塞桑武子。崇德元年，封貝子。七年，緣事革爵。

  - 費揚武，舒爾哈齊第八子。崇德元年，封貝子。四年，緣事革爵。
    - 尚善，費揚武第二子。順治元年，晉貝子。六年，封貝勒。十六年，緣事降貝子。康熙十一年，復封貝勒。十七年，卒于軍。十九年，追革。
    - 傅喇塔，費揚武第四子。順治六年，晉貝子。十六年，緣事降輔國公。十八年，復封貝子。康熙五十年，卒於軍。
      - 福善，傅喇塔第二子。康熙十七年，襲貝子。十九年，緣事革退。
      - 福存，傅喇塔第五子。康熙二十年，襲貝子。三十九年，卒。

    - 努賽，費揚武第六子。順治六年，晉貝子。七年，卒。
- 巴雅喇，顯祖第五子。
  - 拜音圖，巴雅喇第二子。順治五年，晉貝子。六年，晉貝勒。[2]